# NGC 7320c
NGC 7320C是位於飛馬座的中間螺旋星系，與NGC 7317、NGC 7318a、NGC 7318b和NGC 7319共同組成史蒂芬五重星系。

## 外部連結
- WikiSky上关于NGC 7320c的内容：DSS2, SDSS, GALEX, IRAS, 氢α, X射线, 天文照片, 天图, 文章和图片